# Майерлинг
Майерлинг (на немски: Mayerling) е малко село в Австрия, провинция Долна Австрия, окръг Баден, община Аланд. Населението му е 233 души (според приблизителна оценка от януари 2018 г.).
Разположено е на река Швехат, във Виенската гора (Wienerwald), на 24 км югозападно от Виена. От 1550 г. е в притежание на абатството на Хайлигенкройц.